# 味の素ごちそうさまワールド・地球おいしいぞ!!
『味の素ごちそうさまワールド・地球おいしいぞ!!』（あじのもとごちそうさまワールド・ちきゅうおいしいぞ）1988年10月15日から1989年10月28日まで日本テレビ系列局で放送されたIVSテレビ制作と日本テレビ共同製作のグルメ番組。味の素の一社提供。放送時間は毎週土曜 22:00 - 22:30 (JST) 。

## 概要
前番組『味の素・世界ごちそうさま!!』が出演者を入れ替えてリニューアルした番組で、世界各国の料理をロケ形式で伝えていた。
この番組の終了により、『SEIKOグルメワールド 世界食べちゃうぞ!!』以来土曜22時台前半で5年以上続いたグルメ番組シリーズは幕を閉じた。

## 出演者
- 原田大二郎
- みのもんた（ナレーション、提供読み）

## スタッフ
- 企画：加藤光夫 (日本テレビ)
- 構成：武豊、章田宙谷、豊村剛
- 監修：玉村豊男
- 協力：日本航空
- 音楽：井上尭男
- ロケ技術：八峯テレビ
- 制作進行：西村薫 (IVSテレビ制作)
- ディレクター：湯浅健司、大野克巳、前田展宏 (全員IVSテレビ制作)
- 演出・プロデューサー：長尾忠彦 (IVSテレビ制作)
- プロデューサー：辻澄子、牛丸謙壱 (IVSテレビ制作)
- 制作：草野公 (日本テレビ)
- 製作：日本テレビ・IVSテレビ制作

## 書籍
- 味の旅 香港―地球おいしいぞ!! （1989年3月、日本テレビ放送網、ISBN 978-4820389064）
- 味の旅 フランス―地球おいしいぞ!! （1989年7月、日本テレビ放送網、ISBN 978-4820389224）
- 味の旅 エスニックの旅―地球おいしいぞ!! （1989年10月、日本テレビ放送網、ISBN 978-4820389385）